# Липівське
Ли́півське — село в Україні, у Роменському районі Сумської області. Населення становить 5 осіб. Входить до складу Липоводолинської селищної громади.
Після ліквідації Липоводолинського району 19 липня 2020 року село увійшло до Роменського району.

## Географія
Село розташоване на правому березі річки Липівки, вище за течією на відстані 2 км розташоване село Липівка, нижче за течією на відстані 5 км розташоване селище Липова Долина. На відстані 1.5 км розташоване село Довга Лука.
Поруч пролягає автомобільний шлях Т 1913.

## Історія
- Село постраждало внаслідок геноциду українського народу, проведеного урядом СРСР 1923—1933 та 1946–1947 роках.
- До 2019 року орган місцевого самоврядування — Байрацька сільська рада.

## Населення

### Мова
Розподіл населення за рідною мовою за даними перепису 2001 року:
| Мова       | Відсоток |
| ---------- | -------- |
| українська | 100%     |